# جرذ (ورم)
الجَرَذ هو ورم عظمي داخل العرقوب السفلي لفرس أو بقر. يحدث هذا بسبب الفصال العظمي، ويمكن أن تكون درجة العرج التي تنتج عن ذلك خطيرة بما يكفي لإنهاء مسيرة الفرس التنافسية.